# Тендюк Леонід Михайлович
Тендю́к Леоні́д Миха́йлович (3 березня 1931, с. Володимирівка — 12 липня 2012, Київ) — український поет, прозаїк, мариніст, фантаст.

## Життєпис
Народився 3 березня 1931 року в селі Володимирівка Кропивницького району Кіровоградської області в сім'ї колгоспників. Вчився в рідному селі, а десятирічку закінчив у тодішньому районному центрі Велика Виска. Під час війни його батько загинув на фронті.
Захоплення поезією почалося ще в школі, тоді ж почав писати вірші. Після закінчення школи вступив на факультет журналістики Харківського університету, згодом перейшов до Київського державного університету ім. Т. Г. Шевченка. Факультет журналістики Київського університету закінчив 1956 року.
Після навчання працював у газеті «Молодь України» і як кореспондент багато подорожував Україною, працював матросом і брав участь у далеких експедиціях на гідрографічному, звіробійному та інших кораблях. На суднах «Ю. Шокальский» та «Витязь» Леонід Тендюк ходив у рейси до Фіджі, Японії, Папуа Нової Гвінеї, тричі відвідував Полінезію, бував у В'єтнамі, США, Канаді, Індії, Пакистані та Австралії.
Раптово помер менше ніж за добу після смерті дружини, піаністки Елеонори Безано-Пірадової, 12 липня 2012 року. Похований у рідному селі Володимирівка на Кіровоградщині.

## Вшанування пам'яті
У 2021 році, на будинку № 52 по вулиці Олеся Гончара у Києві, де з 1996 по 2012 рік проживали Леонід Тендюк та його дружина, була відкрита меморіальна дошка на честь подружньої пари митців.

## Нагороди
- 1992 — премія імені Лесі Українки за Вибрані твори у двох томах і збірку «Смерть в океані»
- 2008 — премія імені В. Сосюри за поетичні твори

### Збірки поезій
- Поле моє, полечко … (1961)
- Струмки народжуються в горах (1964)
- Берег моєї землі (1974)
- Тиша, стривожена штормом (1975)
- Голос моря і степу (1981)

### Книги подорожніх нарисів
- Одіссея східних морів (1964)
- Шукачі тайфунів (1965)
- Люди з планети Океан (1969)

### Романи та повісті
- Земля, де починаються дороги (1972)
- Альбатрос — блукач морів (1972)
- Відгомін Чорного лісу (1976, 1987)
- Полінезійське рондо (1979)
- Експедиція «Гондвана» (1984)
- Голова Дракона (1985)
- Слід «Баракуди» (1986)
- Витязь (1986)
- Останній рейс «Сінтоку-Мару» (1987)
- Тріада «V-Z» (1990)
- Смерть в океані (1990)
- Пояс Оріона

### Книги оповідань для дітей
- Вогники в океані (1974)
- Дивовижна риба мурена (1977)
- На коралових атолах (1979)